# Девіно (Калузька область)
Девіно (рос. Девино) — присілок в Мединському районі Калузької області Російської Федерації.
Населення становить 0 осіб. Входить до складу муніципального утворення Присілок Глухово.

## Історія
Від 2004 року входить до складу муніципального утворення Присілок Глухово.

## Населення
| 2002 | 2010 |
| ---- | ---- |
| 2    | ↘0   |